# Ragusano (queso)
Ragusano es un queso italiano con denominación de origen protegida por el Reglamento CE n.º 1263/96 y denominazione di origine italiana. Se realiza en los municipios sicilianos de Acate, Chiaramonte Gulfi, Comiso, Girratana, Ispica, Modica, Monterosso Almo, Pozzallo, Ragusa, Santa Croce Camerina, Scicli y Vittoria en la provincia de Ragusa, y los municipios de Noto, Palazzolo Acreide y Rosolini en la provincia de Siracusa. 

## Historia
Su nombre proviene de Ragusa, en Sicilia. Es un queso tradicional, en una isla como Sicilia en la que la producción de queso está documentada desde los tiempos de la Magna Grecia.

## Elaboración
Se realiza con leche entera de vaca. Después de seis meses de maduración puede usarse como queso de mesa. Si se deja madurar más, untando la corteza con aceite de oliva, se produce un queso fuerte, especiado, apto para rallar. Se elabora también una variedad ahumada, en cuyo caso se habla de ragusano affumicato.

## Características
Es un queso parecido al provolone. Tiene forma cuadrangular, con esquinas redondeadas. En su superficie pueden aparecer pequeños surcos, marcas de las cuerdas con las que se cuelga durante el proceso de maduración. La corteza es delgada, con un color amarillento, que va haciéndose marrón conforme madura. Puede aparecer envuelto en aceite de oliva.
La pasta es suave y compacta. Su color es amarillento. Cuando más maduro está, más picante y agresivo es su sabor. Se sirve como aperitivo, con pan o galletas saladas. También puede ser un ingrediente para ensaladas, cortado a dados. De postre se toma con fruta como uvas, higos o peras. Marida bien con vinos tintos robustos, en particular con los que provienen de la isla de Sicilia, como un marsala (DOC de la provincia de Trapani), un etna rosso (DOC de la provincia de Catania) o un faro rosso (DOC de la provincia de Mesina).

## Denominación de origen
Desde 1996, el Ragusano es una denominación de origen protegida (PDO) ante la Unión Europea. A nivel internacional, cuenta con registro como denominación de origen, conforme al Sistema de Lisboa, ante la Organización Mundial de la Propiedad Intelectual, desde el 17 de marzo de 2016.